# Xã Dexter, Michigan
Xã Dexter (tiếng Anh: Dexter Township) là một xã thuộc quận Washtenaw, tiểu bang Michigan, Hoa Kỳ. Năm 2010, dân số của xã này là 6.042 người.